# 日清食品 笑アップステーション・お笑いカップ!
『日清食品 笑アップステーション・お笑いカップ!』（にっしんしょくひん しょうアップステーション・おわらいカップ）は、2013年9月1日から山形放送ラジオで不定期放送されているラジオ番組である。日清食品の一社提供。

## 概要
日曜12:30枠で不定期放送されていた『日清食品 笑アップステーション・サンドウィッチマンの太くいこう!』の後継番組で、毎回山形県内にあるスーパーマーケットからの公開生放送を行っている。
本番組ではメイン司会者が固定の出演者でなくなり、パンサー、はんにゃ、テツandトモなどのお笑い芸人たちが交替で務めている。パートナー司会者のみが固定で、引き続き山形放送アナウンサーの小川香織が務めている。

## 放送時間
2015年9月20日までは、『サンドウィッチマンの太くいこう!』時代と同様に日曜昼の放送が中心であった。12:30 - 13:15に放送されることが多かったが、放送時間が短縮もしくは土曜昼の放送になる回もあった。
- 日曜 12:30 - 13:00 （2014年3月2日）
- 土曜 12:00 - 12:45 （2014年7月5日）

2016年3月5日からは土曜昼の放送が中心となっているが、その後も日曜昼に戻っての放送を行うことがある。
- 日曜 12:00 - 12:45 （2016年7月31日[2]）
- 日曜 12:00 - 12:45 （2017年9月17日）

なお本番組の放送がある日には、同じ時間帯に放送されているレギュラー番組（『ロンドンブーツ1号2号 田村淳のNewsCLUB』や『ALL REQUEST PROGRAM オーレオーレ!』など）が短縮放送になる。